# Agostino Accorimboni
Agostino Accorimboni   (Roma, 28 d'agost de 1739 - Roma, 13 d'agost de 1818) va ser un compositor italià d'òpera, violinista i pianista.
Agostino Accorimboni va estudiar amb Rinaldo di Capua. Entre 1768 i 1786 va crear tretze òperes, que pertanyen al gènere còmic a excepció de la Nitteti. El model estilístic d'aquestes obres va ser probablement Domenico Cimarosa. la seva òpera buffa Il Regno Delle amazzoni de 1783 va ser particularment reeixida, que es va realitzar després de la seva estrena al teatre Ducale de Parma al Teatro zagnoni de Bolonya, al Teatro della Pergola de Florència, al Teatro Sant'Agostino de Gènova i al Teatre Nacional de Praga. la introducció d'aquest llibret també va ser musicada per Mozart el (KV 434 = 424 b). De 1785 Accorimboni es va dedicar principalment a la música de l'església. Durant aquest temps va ser adscrit a l'església de Sant’Anna alle quatre Fontane de Roma. la seva cantata amb motiu del retorn del Papa Pius VII va conduir a una invitació a la cort de Württemberg, que probablement ell si va negar a anar-hi.
Després de la seva mort, la finca es dividí entre els seus dos fills Francesco i Filippo. El primer va ser un organista a Roma. Els seus fills Agostino i Teresa van treballar amb èxit com a pianistes.